# 枯れ専ですが、何か問題でも?
『枯れ専ですが、何か問題でも?』は、2019年3月14日と3月21日の2回、テレビ朝日で毎週木曜 2:24 - 2:54（水曜深夜、JST）の『第2企画工場』で放送されたトークバラエティ番組である。

## 概要
男としては旬をすこｰし過ぎた40代､50代のおじさんが好みの女性を｢枯れ専｣と呼ぶ｡実は今､そんな｢枯れ専｣女子が急増中｡｢おじさん｣を題材にしたドラマや､おじさんと若い女子の恋愛を描いた漫画なんかも話題｡しかし現実に若い女の子が自分の父親くらいのおじさんに恋をするなんてことあるのかを検証するバラエティー番組。

## 出演者

### MC
- 飯塚悟志（東京03）
- 久冨慶子（テレビ朝日アナウンサー）

### ナレーター
- 相原崇明

| 放送日        | イマドキ女子 | 枯れおじさん | スタジオゲスト         | 備考         |
| ------------- | ------------ | ------------ | ---------------------- | ------------ |
| 2019年3月14日 | 佐分利眞由奈 | 勝矢         | 今野杏南、なかむらるみ |              |
| 2019年3月21日 | 林田岬優     | 河相我聞     | 今野杏南、なかむらるみ | 2:34より放送 |

## スタッフ
- 企画：
- 構成：秋葉高彰、立川ヒロナリ
- TM：
- TD：
- カメラ：
- 音声：
- VE：
- 照明：
- 美術デザイン：
- 美術進行：
- 大道具：
- 電飾：
- CGデザイン：
- EED：
- 撮影技術：辺見洋、福元裕美
- 編集：中村哲夫
- MA：川崎徹
- 音響効果：佐藤卓嗣
- 編集協力：東京オフラインセンター
- TK：安達真理
- 編成：沼田真明
- 宣伝：高橋夏子
- デスク：
- 技術協力：
- イラスト協力：久保あずさ
- 協力：東京オフラインセンター
- リサーチ：
- 制作スタッフ：内田いつき、針谷涼祐、後藤悠也、久田剛暉
- AP：清宮彩香
- 制作協力：
- ディレクター：田中万莉子、陣崎行夫、田中義巳
- チーフディレクター：
- プロデューサー：古瀬麻衣子
- ゼネラルプロデューサー：本部純
- 制作著作：テレビ朝日